# Genaro Snijders
Genaro Snijders (Amsterdam, 29 luglio 1989) è un ex calciatore olandese, di ruolo attaccante.

## Carriera
Ha giocato in Eredivisie con le maglie di Vitesse e Willem II.